# Витамин D
Витамин D е витамин, който се съдържа в рибеното масло, яйцата и черния дроб. Недостигът му през детска възраст води до болестта рахит (изкривяване на кости и крайници). Двете му главни форми са D2 и D3. Разтворим е в мазнини. За хората най-важните форми на този витамин са витамин D3 (холекалциферол) и витамин D2 (ергокалциферол). Те могат да се приемат както чрез храната, така и като добавки. Най-големият естествен източник на витамин D е синтезът на холекалциферол в кожата от холестерола чрез химична реакция, зависеща от излагането на слънчеви лъчи (в частност, на UVB лъчи). Ергокалциферолът може да се набавя само от храната. Препоръчителният ежедневен прием на витамина за хора на възраст от 1 до 70 години (включително бременни и кърмещи жени) е 15 mg холекалциферол. Храни, от които може да се набави витамин D, са: мазни (тлъсти) риби, като сьомга, риба тон, скумрия; някои рибни консерви (риба тон, сардини); рибен хайвер; яйца и по-конкретно яйчен жълтък; гъби (печурка, манатарка); овесени ядки; портокалов сок; млечни продукти (краве масло, сирене, прясно и кисело мляко).

Дефицитът на витамин D води до намалена абсорбция на калций, магнезий и фосфор. В резултат от това, продължителният дефицит на витамин D има отрицателен ефект върху костната минерализация. При бебета и деца, такъв дефицит се проявява като рахит – състояние, характеризиращо се с костни деформации и забавяне на растежа. Недостатъчната минерализация на костите води до омекване. Резултатъет е деформации на черепа, гръдния кош, изкривяване на костите на крайниците и др.
1. 1 2  High prevalence of vitamin D inadequacy and implications for health //  Mayo Clinic Proceedings 81 (3).   март 2006. DOI:10.4065/81.3.353. с. 353 – 73.
2. ↑  Vitamin D intake: a global perspective of current status //  The Journal of Nutrition 135 (2).   февруари 2005. DOI:10.1093/jn/135.2.310. с. 310 – 6.
3. ↑  From vitamin D to hormone D: fundamentals of the vitamin D endocrine system essential for good health //  The American Journal of Clinical Nutrition 88 (2).   август 2008. DOI:10.1093/ajcn/88.2.491S. с. 491S–499S.
4. ↑  Institute of Medicine (US) Committee to Review Dietary Reference Intakes for Vitamin D and Calcium; Ross AC, Taylor CL, Yaktine AL, Del Valle HB, editors. Dietary Reference Intakes for Calcium and Vitamin D //  {{{journal}}}.   National Academies Press (US), 2011. с. 9.
5. ↑  доц. д-р Б. Й. Бенчев, дм. Витамин Д //  dasmezdravi.com.   Посетен на 6 април 2020.
6. ↑  Sunlight and vitamin D for bone health and prevention of autoimmune diseases, cancers, and cardiovascular disease //  The American Journal of Clinical Nutrition 80 (6 Suppl).   декември 2004. DOI:10.1093/ajcn/80.6.1678S. с. 1678S–88S.